# Valok
Valok (în ucraineană Валок) este localitatea de reședință a comunei Valok din raionul Poltava, regiunea Poltava, Ucraina.

## Demografie
Componența lingvistică a localității Valok
     Ucraineană (91,6%)
     Rusă (4,2%)
Conform recensământului din 2001, majoritatea populației localității Valok era vorbitoare de ucraineană (91,6%), existând în minoritate și vorbitori de rusă (4,2%).